# Masako Mori (Politikerin)

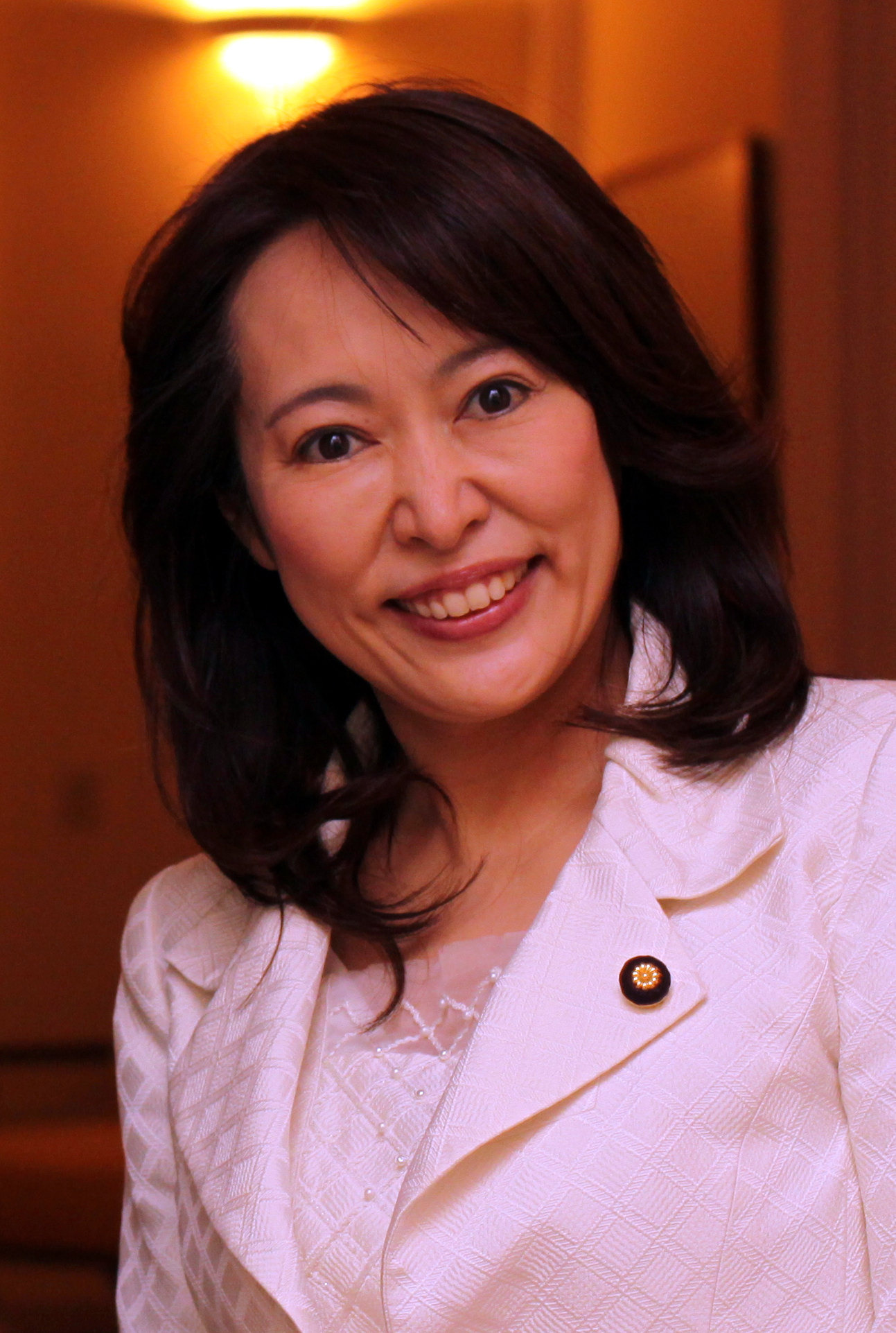
Masako Mori (2015)

Masako Mori (jap. 森 まさこ, Mori Masako, eigentlich Miyoshi Masako (三好 雅子); * 22. August 1964 in Iwaki, Präfektur Fukushima) ist eine japanische Politikerin der Liberaldemokratischen Partei (Hosoda-Faktion), Abgeordnete im Sangiin für Fukushima und ehemalige Justizministerin.

## Leben
Mori studierte an der juristischen Fakultät der Universität Tōhoku und legte 1992 die Anwaltsprüfung ab. 1995 wurde sie bei der Anwaltskammer Tokio registriert. 1999 ging sie für ein Aufbaustudium an die Universität New York. Nach ihrer Rückkehr arbeitete sie ab 2005 für die Behörde für den Finanzsektor, die sie 2006 wieder verließ um in die Politik zu wechseln: Bei der Gouverneurswahl in Fukushima 2006 kandidierte Mori mit Unterstützung von LDP und Kōmeitō für die Nachfolge des unter Korruptionsvorwürfen zurückgetretenen Eisaku Satō, unterlag aber um gut 100.000 Stimmen dem DPJ-gestützten Yūhei Satō.
Bei der Sangiin-Wahl 2007 zog sich in Fukushima (damals noch Zweimandatswahlkreis) der LDP-Abgeordnete Ōta Toyoaki nach drei Amtszeiten zurück, und Mori kandidierte für die LDP. Mit zwar deutlichem Rückstand von über 130.000 Stimmen auf die Demokratin Emi Kaneko, aber sicherem Vorsprung auf die beiden Kandidaten der linken Parteien zog sie ins Sangiin ein. 2012 wurde sie dort Vorsitzende des Ausschusses für Verwaltungsaufsicht (gyōsei kanshi). In der LDP war sie 2009 Vorsitzende des Rechtsausschusses, 2010 Vizegeneralsekretärin.
Im Dezember 2012 berief Premierminister Shinzō Abe Mori zur Staatsministerin für die Bekämpfung des Geburtenrückgangs und für Geschlechtergleichstellung und Verbraucherschutz in sein zweites Kabinett. Bei der Sangiin-Wahl 2013 setzte sie sich in Fukushima (fortan Einmandatswahlkreis) mit 56,6 % der Stimmen souverän gegen die bisherige Mitamtsinhaberin Emi Kaneko (DPJ), die 28,2 % der Stimmen erhielt, und vier weitere Kandidaten für eine Wiederwahl durch. Bei der Kabinettsumbildung im September 2014 ersetzte Abe sie durch Haruko Arimura. Von 2016 bis 2017 war sie Vorsitzende des Sangiin-Umweltausschusses. Bei der Sangiin-Wahl 2019 wurde Mori mit absoluter Mehrheit für weitere sechs Jahre wiedergewählt.
Am 31. Oktober 2019 berief Premierminister Abe sie als Nachfolgerin für den zurückgetretenen Justizminister Katsuyuki Kawai in das zum zweiten Mal umgebildete vierte Kabinett Abe. Im September 2020 wurde sie mit Antritt des Kabinetts Suga durch Yōko Kamikawa abgelöst.